# Unità produttiva
Una unità produttiva, nel diritto del lavoro italiano, viene caratterizzata dalle seguenti due definizioni:
- Secondo l'art. 35 della legge 20 maggio 1970, n. 300, meglio nota come statuto dei lavoratori, un'unità produttiva è "ogni sede, stabilimento, filiale, ufficio o reparto autonomo che occupa più di 15 dipendenti".
- secondo il decreto legislativo 19 settembre 1994, n. 626 ed il testo unico sulla sicurezza nei luoghi di lavoro del 2008, una unità produttiva è uno "stabilimento o struttura finalizzati alla produzione di beni o all'erogazione di servizi dotati di autonomia finanziaria e tecnico funzionale" (articolo 2, comma 1, lettera t).[1]